# نای (آلمان)
نای (به آلمانی: Ney) یک شهر در آلمان است که در راین-هونسروک واقع شده‌است. نای ۳۸۳ نفر جمعیت دارد.